# 潘必镜
潘必镜，號湛明，直隶延庆卫（今北京延慶縣）人，清朝初年政治人物。明崇祯年间同进士出身。

## 生平
天啓七年（1627年）丁卯科順天府鄉試舉人，崇禎十年（1637年），登丁丑科三甲進士。都察院觀政，十一年任山东乐安县知县，十三年考察去職，十四年補大同府知事。清顺治三年（1646年）出任松江府华亭县知县一职，顺治五年（1648年）由张廷琦接任。